# Thomas Eisinger

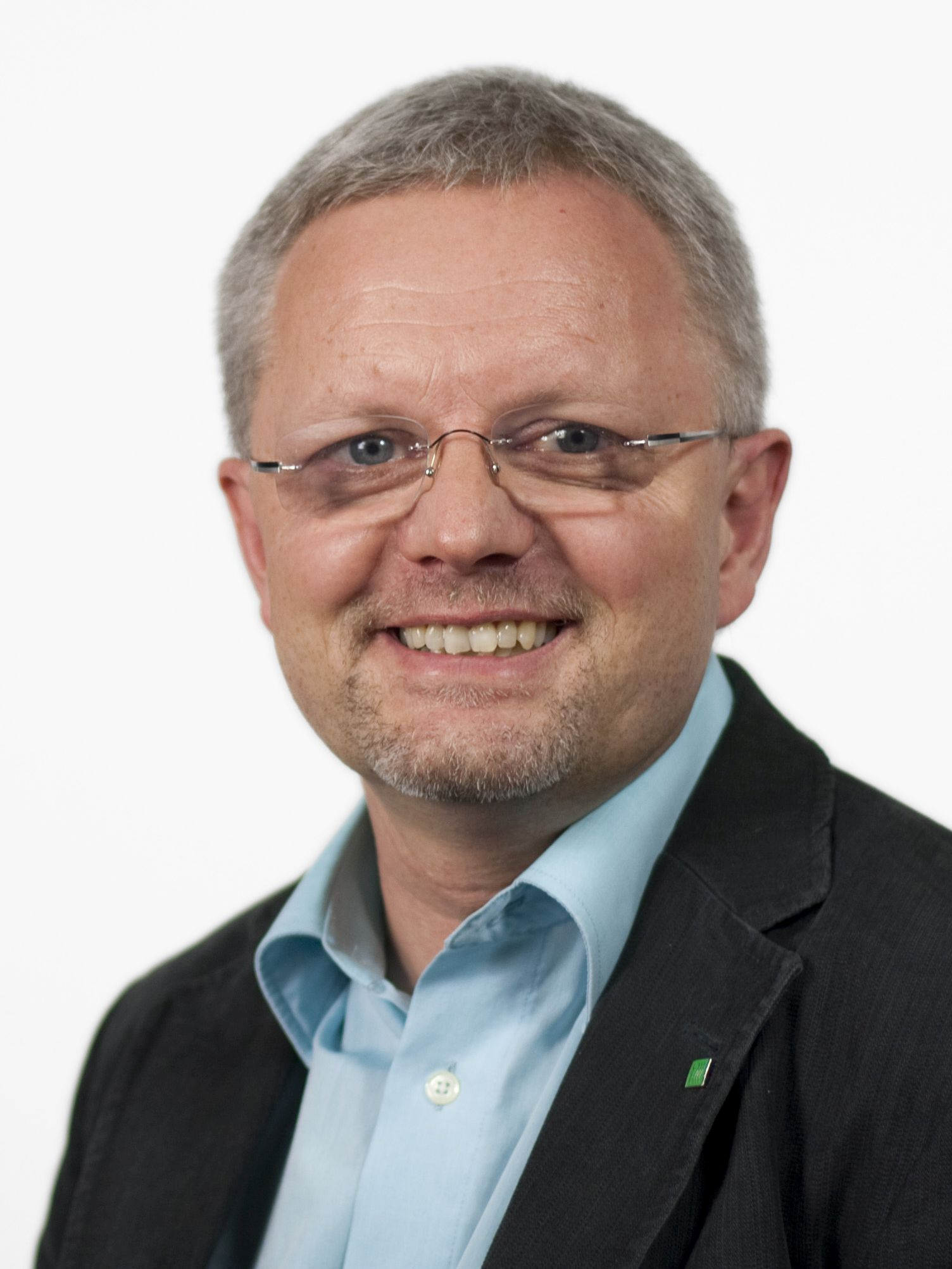
Thomas Eisinger im Jahr 2011

Thomas Eisinger (* 20. Mai 1960 in Berghausen (Pfinztal)) ist ein deutscher evangelikaler Theologe, Religionspädagoge und Kanzler der Internationalen Hochschule Liebenzell.

## Leben und Wirken
Eisinger begann 1980 nach dem Abitur ein Studium am Theologischen Seminar der Liebenzeller Mission und war zwischen 1985 und 1989 Gemeinschaftspastor mit Schwerpunkt Jugendarbeit im Liebenzeller Gemeinschaftsverband. Sein Masterstudium über Sozialwissenschaften, Persönlichkeitsentwicklung und Management MA in Social Science schloss er 1992 erfolgreich an der Azusa Pacific University, einer Privatuniversität in Kalifornien, USA ab. Es folgten weitere Qualifizierungen 1999 zum Diplom-Religionspädagoge an der FH Darmstadt, 1991 zum DISG-Persönlichkeits-Trainer, 2001 zum DISG-Persönlichkeits- und Management-Trainer, 2002 zum Supervisor (DGSv), Coach und Lehrcoach (DGfC). 2007 erhielt er die Trainerlizenz für Hochseilgärten. Unter der Leitung von Volker Gäckle erstellte er 2007 zusammen mit Fritz Röcker das Arbeitspapier Das Theologische Seminar der Liebenzeller Mission als Glaubens-, Lebens- und Lerngemeinschaft. Im Jahr 2008 promovierte er bei Johannes Reimer an der Universität von Südafrika (UniSA) mit seiner Dissertation über Theologische Ausbildungsstätten und ihr Beitrag zur Persönlichkeitsentwicklung ihrer Studierenden im Blick auf Mission – Eine exemplarische Konzeptentwicklung am Beispiel des Theologischen Seminars der Liebenzeller Mission: "Basierend auf dem an der Universität von Südafrika entwickelten „Cycle of mission praxis“ als Bezugsrahmen wird in dieser Arbeit ein Persönlichkeitsentwicklungsmodell für theologische Ausbildungsstätten entwickelt. Dabei wird der jeweils engere und weitere Kontext der Ausbildungsstätte und der Studierenden ebenso fokussiert wie Eckpunkte einer bibelorientierten Anthropologie. Auf dieser Grundlage werden anschließend Qualitätsmerkmale einer geistlichen Leiterpersönlichkeit definiert, die in eine fundierte und praxisnahe Konzeptbeschreibung einmünden. Wie dieses Modell in der Praxis umgesetzt werden kann, zeigt die Anwendung des Modells anhand des Theologischen Seminars der Liebenzeller Mission."
Von 1989 bis 1998 leitete Eisinger die Zentrale für Kinder- und Jugendarbeit der Liebenzeller Mission mit den Schwerpunkten Schulung von ehrenamtlichen Mitarbeitern und Projektleiter für verschiedene Großveranstaltungen. Von 1992 bis 1998 war er Gastdozent, danach Dozent am Theologischen Seminar der Liebenzeller Mission, seit 2003 dort stellvertretender Seminardirektor und zwischen 2005 und 2006 dessen kommissarischer Leiter. Seit 2011 ist er Kanzler der Internationalen Hochschule Liebenzell, Studiengangleiter B.A. Theologie/Pädagogik im interkulturellen Kontext und akademischer Mitarbeiter für Erlebnispädagogik.
Seit 2007 leitet Eisinger den Erlebnispädagogik-Park TeamParcours Monbachtal und führt dort Coaching-Kurse durch.
Er ist (Gründungs-)Mitglied der Deutschen Gesellschaft für Coaching (DGfC) und dort von 2002 bis 2005 im Vorstand tätig, Mitglied im Bundesverband für Individual- und Erlebnispädagogik e.V. sowie Mitglied in der Deutschen Gesellschaft für Supervision (DGSv). Von 2009 bis 2014 war er für die CDU Mitglied im Kreistag des Landkreises Calw, engagierte sich in dessen Jugendhilfe-, Kultur- und Sozialausschuss und war Stellvertreter im Verwaltungsausschuss, im Umweltausschuss und Stellvertreter im Aufsichtsrat der AWG Abfallwirtschaft Landkreis Calw.

## Privates
Thomas Eisinger ist verheiratet mit Dorothe. Das Paar hat drei Kinder und wohnt in Bad Liebenzell.

## Veröffentlichungen
- Theologische Ausbildung und Persönlichkeitsentwicklung, VTR, Nürnberg 2009, ISBN 978-3-941750-19-7.
- Erlebnispädagogik kompakt, Ziel Verlag, Augsburg 2016, ISBN 978-3-944708-32-4.
- Mit dem Auge des Adlers: Erlebnispädagogische Prozesse aus der Metaperspektive in Theorie und Praxis, Ziel Verlag, Augsburg 2022, ISBN 978-3-96557-114-3.

als Mitautor
- mit Wolfgang Karrer, Udo Schray: Wer blickt durch ? – Rätsel und Quizfragen aus der Bibel, Verlag der Liebenzeller Mission, Bad Liebenzell 1982, ISBN 978-3-88002-165-5.
- mit Ute Kolewe: So geht's: das ABC der Kinder- und Jugendarbeit, SCM R. Brockhaus, Wuppertal 2002, ISBN 978-3-417-11293-1.
- mit Donata Eisinger: Mittendrin und voll dabei: Das Spielebuch für Großgruppen, SCM Hänssler, Holzgerlingen 2005, ISBN 978-3-7751-4326-4.

als Mitherausgeber
- mit Barbara Bous, Jule Hildmann und Martin Scholz (Hrsg.): Im Erlebnis forschen – durch Erlebnis forschen: Erlebnispädagogik in Wissenschaft und Forschung, Ziel Verlag, Augsburg 2018, ISBN 978-3-944708-80-5.

Aufsätze
- Erlebnispädagogik und Migranten (zusammen mit Detlef Hiller). In: e&l - erleben und lernen, Internationale Zeitschrift für handlungsorientiertes Lernen, Ausgabe 3&4/2016, S. 4–7.
- Erlebnispädagogik und Migration. In: Werner Michl und Holger Seidel (Hesg.): Handbuch Erlebnispädagogik, Ernst Reinhardt Verlag, München 2018, ISBN 978-3-497-02773-6, S. 85–89.
- Erlebnispädagogik im christlichen Kontext. In: Glaube+Erziehung. Zeitschrift für christliche Erziehung 73. Jahrgang, Heft 3/2021, S. 20–23, (online).
- Chaos hoch drei – die Frage nach der Disziplin. In: Glaube+Erziehung. Zeitschrift für christliche Erziehung 73. Jahrgang, Heft 4/2021, S. 18–21.